# 龙湾水库
龙湾水库是中国辽宁省锦州市黑山县境内的一座水库，位于东沙河支流羊肠河上，建于1958年。水库正常库容为2280万立方米，集雨面积为318平方千米，海拔为51米。